# Hermann III de Bade
Pour les articles homonymes, voir Hermann III.
Hermann III de Bade dit  « Le Gros » (allemand: Hermann III. von Baden der Große) (né vers 1105 - † 16 janvier 1160) fut margrave de Bade de 1130 à 1160.

## Biographie
Hermann III de Bade appartint à la première branche de la Maison de Bade, elle-même issue de la Maison de Zähringen.Fils du margrave de Bade Hermann II et de Judith d'Hohenberg (* vers 1085 - † 1121). Loyal aux Staufens, Hermann III entra en conflit avec sa parenté du côté des Zähringen-Swabia. En 1140, il participa au siège du château de Weibtreu, et reçut en récompense le bailliage de Selz en Alsace. En 1151, la marche de Vérone fut retiré à Ottokar III de Styrie et remise à Hermann III. Dès 1154, au cours de la guerre contre Milan, il combattit en Lombardie et assista l'empereur Frédéric Ier lors du dernier siège de Milan. Il participa à la deuxième croisade.

## Unions et postérité
En 1134, il épouse Bertha de Lorraine (* 1116 - † 1162, fille de Simon Ier de Lorraine et d'Adélaïde de Louvain).
Un enfant est né de ce premier mariage :
- Hermann IV de Bade (* 1135 - † 1190).

Veuf, Hermann III de Bade épouse Marie de Bohême (fille de Sobeslav Ier de Bohême)
Un enfant est né de ce second mariage :
- Gertrude de Bade (* ? - † 1225), en 1180 elle épousa le comte Albert II de Dabo-Moha (* ? - † 1211).